# Visual Studio Code
Visual Studio Code är en programutvecklingsmiljö med öppen källkod utvecklad av Microsoft för Windows, Linux och Mac OS. Programmet har stöd för flera programmeringsspråk och även Git.
Microsoft offentliggjorde programmets utveckling i slutet på april 2015 och släppte den första stabila versionen i mitten på april 2016.